# پوستر فیلم

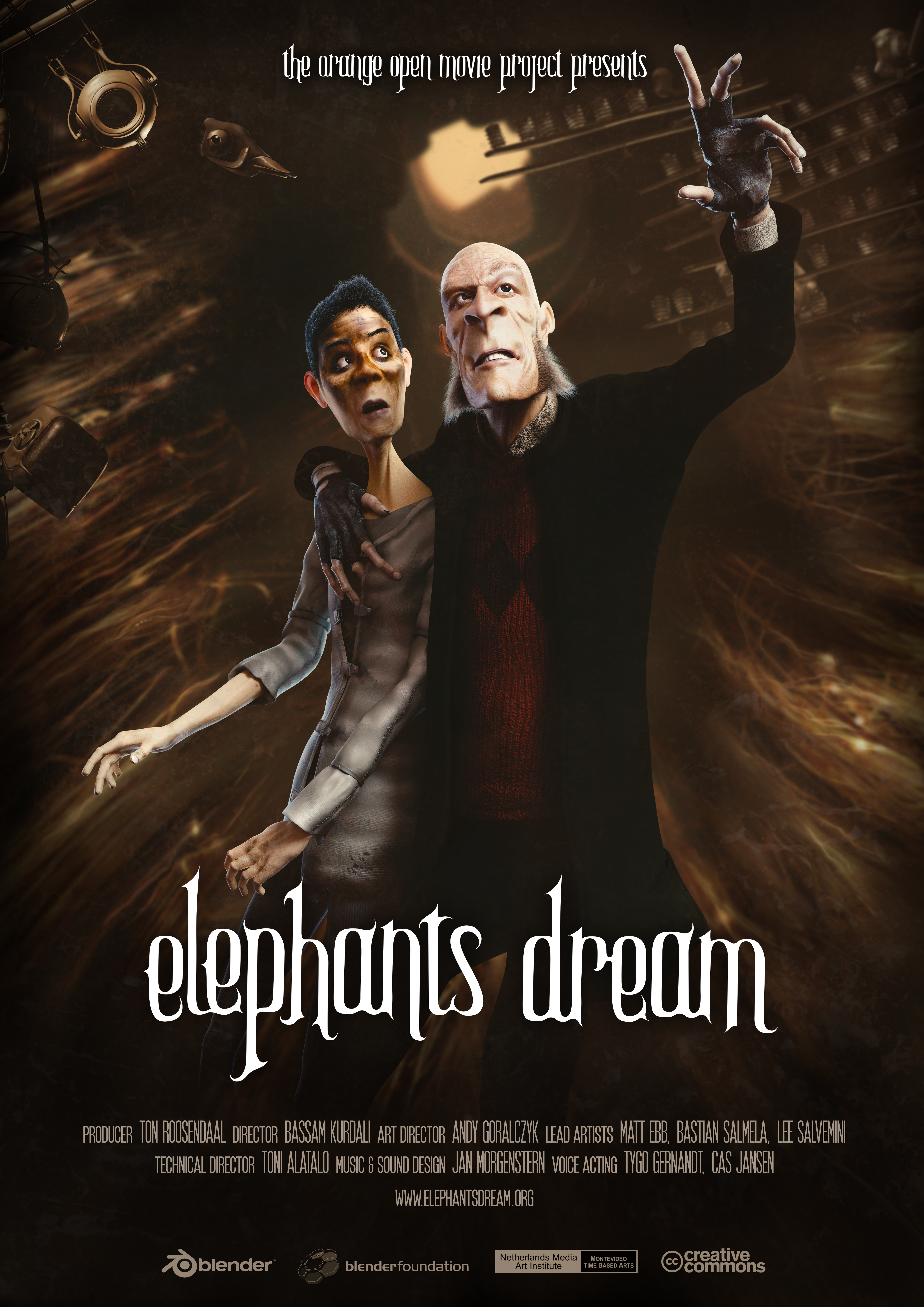
نمونه ای از پوستر فیلم ؛ انیمیشن رویای فیل ها

پوستر فیلم یا دیوارکوب فیلم پوستری است که در تبلیغات فیلم از آن استفاده کنند. پوستر فیلم وسیله‌ای تبلیغاتی است که توسط آن در بیننده برای دیدن فیلم انگیزه ایجاد می‌شود. ممکن است در طراحی پوستر از نمادها استفاده شود. از پوسترهای فیلم در داخل یا خارج سالن‌های سینما یا در مغازه‌های فروش محصولات فرهنگی استفاده می‌شود. از طراحان مطرح پوستر فیلم در ایران می‌توان به مرتضی ممیز، فرشید مثقالی و عباس کیارستمی نام برد.
پوستر فیلم را درون یا بیرون سالن سینما می‌چسبانند، همچنین ممکن است در خیابان یا مغازه‌ها چسبانده شود. همچنین از پوستر فیلم ممکن است در مجله ترویجی شرکت توزیع‌کننده، وبگاه‌های اینترنتی، جلد دی‌وی‌دی، … استفاده کنند.
کتاب صدسال اعلان و پوستر فیلم در ایران اثر مسعود مهرابی در سال ۱۳۹۱ منتشر شد. مسعود مهرابی، مورخ سینمای ایرانی است.
این کتاب مهم‌ترین و گرانترین کتاب تاریخ سینمای ایران است که تاریخ مصور سینمای ایران به روایت صدها پوستر و اعلان و همچنین آینه یک قرن گرافیک ایران شامل آثار بیش از صد نقاش، طراح و گرافیست ایرانی است.
این کتاب از نخستین آگهی نمایش فیلم در عکاسخانه روسی خان (روزنامه حبل‌المتین، ۲۱ مهر ۱۲۸۶) تا پوستر فیلم‌های سینمایی ایران در سال ۱۳۹۰ است. پس از آن کتاب صد و پنج سال اعلان و پوستر فیلم در ایران توسط مهرابی منتشر شد.. او صاحب‌امتیاز و مدیرمسئول مجله فیلم بود.

## جوائز
در سال ۲۰۰۶ به پوستر فیلم سکوت بره‌ها به عنوان بهترین پوستر فیلم ۳۵ سال گذشته جایزه اهداء شد.